# Hérange
Hérange – miejscowość i gmina we Francji, w regionie Grand Est, w departamencie Mozela.
Według danych na rok 1990 gminę zamieszkiwało 118 osób, a gęstość zaludnienia wynosiła 43 osób/km² (wśród 2335 gmin Lotaryngii Hérange plasuje się na 927. miejscu pod względem liczby ludności, natomiast pod względem powierzchni na miejscu 1192.).